# Юрген Беннеке
Юрген Артур Конрад Макс Беннеке (нім. Jürgen Arthur Konrad Max Bennecke; 12 вересня 1912, Гальберштадт — 17 липня 2002, Мюлльгайм) — німецький офіцер, оберстлейтенант Генштабу вермахту, генерал бундесверу. Кавалер Німецького хреста в золоті та сріблі.

## Біографія
Син офіцера, який став фермером. В 1930 році вступив у 12-ї піхотний полк. В 1931-33 роках навчався в піхотному училищі Дрездена. В 1933-34 роках — офіцер роти свого полку. В 1934-35 роках — ад'ютант піхотного полку Глогау, в 1935-38 роках — 54-го піхотного полку. В 1938-39 роках — командир роти 83-го піхотного полку. В березні 1939 року склав іспит у Військовій академії.
В 1939-40 роках — ад'ютант 183-го піхотного полку 62-ї піхотної дивізії. В 1940-41 роках проходив курс офіцера Генштабу у Військовій академії Берліна. В 1941 році призначений в Генштаб групи армій «A», потім переведений в групу армій «Південь». В 1943 році відправлений в резерв фюрера. З 25 березня 1943 року — 1-й офіцер Генштабу 100-ї єгерської дивізії, з 30 вересня 1944 року — заступник 1-го офіцера Генштабу групи армій «Центр». В травні 1945 року потрапив у полон.
В 1948-52 роках працював у сільському господарстві. В 1953 році став начальником управління, в 1955 році — начальником відділу Федерального міністерства оборони. В 1955 році вступив у бундесвер. В 1958-61 роках — командир 16-ї танково-гренадерської бригади. В 1960-63 роках — командир навчального відділу Керівного штабу сухопутних військ. З 1 квітня 1963 року — командир 7-ї танкової дивізії, з 1 жовтня 1964 року — Керівної академії в Гамбурзі, з 1 жовтня 1966 року — 1-го корпусу. З 1 липня 1968 року — головнокомандувач військами НАТО в Центральній Європі. 1 жовтня 1973 року вийшов на пенсію.
В 1978-83 роках — президент Товариства оборонних досліджень. Викладав стратегію в університеті Фрайбурга, був експертом у справі Гюнтера Гійома.

## Нагороди
- Медаль «За вислугу років у Вермахті» 4-го класу (4 роки)
- Залізний хрест 2-го і 1-го класу (1940)
- Хрест Воєнних заслуг 2-го і 1-го класу з мечами
- Медаль «За зимову кампанію на Сході 1941/42»
- Німецький хрест
  - в сріблі (15 лютого 1943)
  - в золоті (31 січня 1945)
- Легіон Заслуг (США), командор (1970)
- Орден «За заслуги перед Федеративною Республікою Німеччина», великий хрест із зіркою і плечовою стрічкою
- Орден Почесного легіону, командор (1973)